# Ворден (Илиноис)
Варден (енгл. Worden) град је у америчкој савезној држави Илиноис.

## Демографија
По попису из 2010. године број становника је 1.044, што је 139 (15,4%) становника више него 2000. године.
| Група             | 2000.       | 2010.         |
| Белци             | 889 (98,2%) | 1.000 (95,8%) |
| Афроамериканци    | 0 (0,0%)    | 4 (0,4%)      |
| Азијати           | 0 (0,0%)    | 0 (0,0%)      |
| Хиспаноамериканци | 11 (1,2%)   | 25 (2,4%)     |
| Укупно            | 905         | 1.044         |